# الدریک (مینه‌سوتا)
الدریک، مینه‌سوتا (به انگلیسی: Aldrich, Minnesota) یک شهر در ایالات متحده آمریکا است که در مینه‌سوتا واقع شده‌است.

## خصوصیات
الدریک ۱٫۲۲ کیلومترمربع مساحت و ۴۸ نفر جمعیت دارد و ۴۱۳ متر بالاتر از سطح دریا واقع شده‌است.

## تاریخ
یک اداره پست به نام آلدریچ از سال 1877 فعال بوده است. این شهر به نام Cyrus Aldrich (1808-1871)، قانونگذار ایالتی نامگذاری شد.

## جغرافیا
طبق آمار اداره سرشماری ایالات متحده، مساحت این شهر 0.47 مایل مربع (1.22 کیلومتر مربع) است که تمام آن زمین است. مسیر 10 ایالات متحده به عنوان یک مسیر اصلی در جامعه عمل می کند.